# Up
Up – jedenasty studyjny album amerykańskiej grupy R.E.M. wydany w roku 1998.

## Lista utworów
1. "Airportman" – 4:12
2. "Lotus" – 4:30
3. "Suspicion" – 5:36
4. "Hope" (Leonard Cohen, Buck, Mills, Stipe)1 – 5:02
5. "At My Most Beautiful" – 3:35
6. "The Apologist" – 4:30
7. "Sad Professor" – 4:01
8. "You're in the Air" – 5:22
9. "Walk Unafraid" – 4:31
10. "Why Not Smile" – 4:03
11. "Daysleeper" – 3:40
12. "Diminished"² – 6:01
13. "Parakeet" – 4:09
14. "Falls to Climb" – 5:06

## Muzycy
- Peter Buck – gitara basowa, gitara, keyboard, perkusja
- Mike Mills – keyboard, gitara, gitara basowa, śpiew
- Michael Stipe – śpiew, gitara
- Scott McCaughey – keyboard, perkusja
- Joey Waronker – perkusja
- Barrett Martin – perkusja